# Jan-Erik Garland
Jan-Erik Garland, ursprungligen Olsson, född 25 augusti 1905 i Adolf Fredriks församling i Stockholm, död 26 mars 1988 i Oscars församling i Stockholm och gravsatt  på Gamla kyrkogården i Ystad, var en svensk sportjournalist och tecknare. 

## Biografi
Garland arbetade 1928–1937 som sportjournalist på Idrottsbladet och därefter på Dagens Nyheter.
Garland hade även själv en framgångsrik idrottskarriär som bland annat bandyspelare och gjorde 33 landskamper. År 1931 erövrade han ett SM-guld med AIK. Garland var även framstående i golf och tennis.
Under signaturen Rit-Ola skapade och tecknade Garland serien Biffen och Bananen och gjorde även politiska skämtteckningar som publicerades i tidningen Se och i Söndags-Nisses årsbok Lutfisken. Rit-Ola tecknade serien i 42 år. Under andra världskriget utmärkte sig Rit-Ola i sina teckningar som en av de främsta satiriska gisslarna av Adolf Hitler och Nazityskland. Namnet Rit-Ola var inspirerat av den samtida finländske idrottaren Ville Ritola.
Garland var son till den socialdemokratiska ecklesiastikministern Olof Olsson samt bror till skolledaren Sven-Olof Garland och journalisten Gabriella Garland. Han gifte sig 1936 med Nanny Åström (1908–2000), född i Gävle och dotter till civilingenjören Hans Åström och Ester Jerfström. Makarna Garland fick dottern Betty 1947. Jan-Erik Garland är även far till serietecknaren Olle Berg (född utom äktenskapet) som 2002 hade en utställning med teckningar av både honom och fadern.